# LGBT-Migration

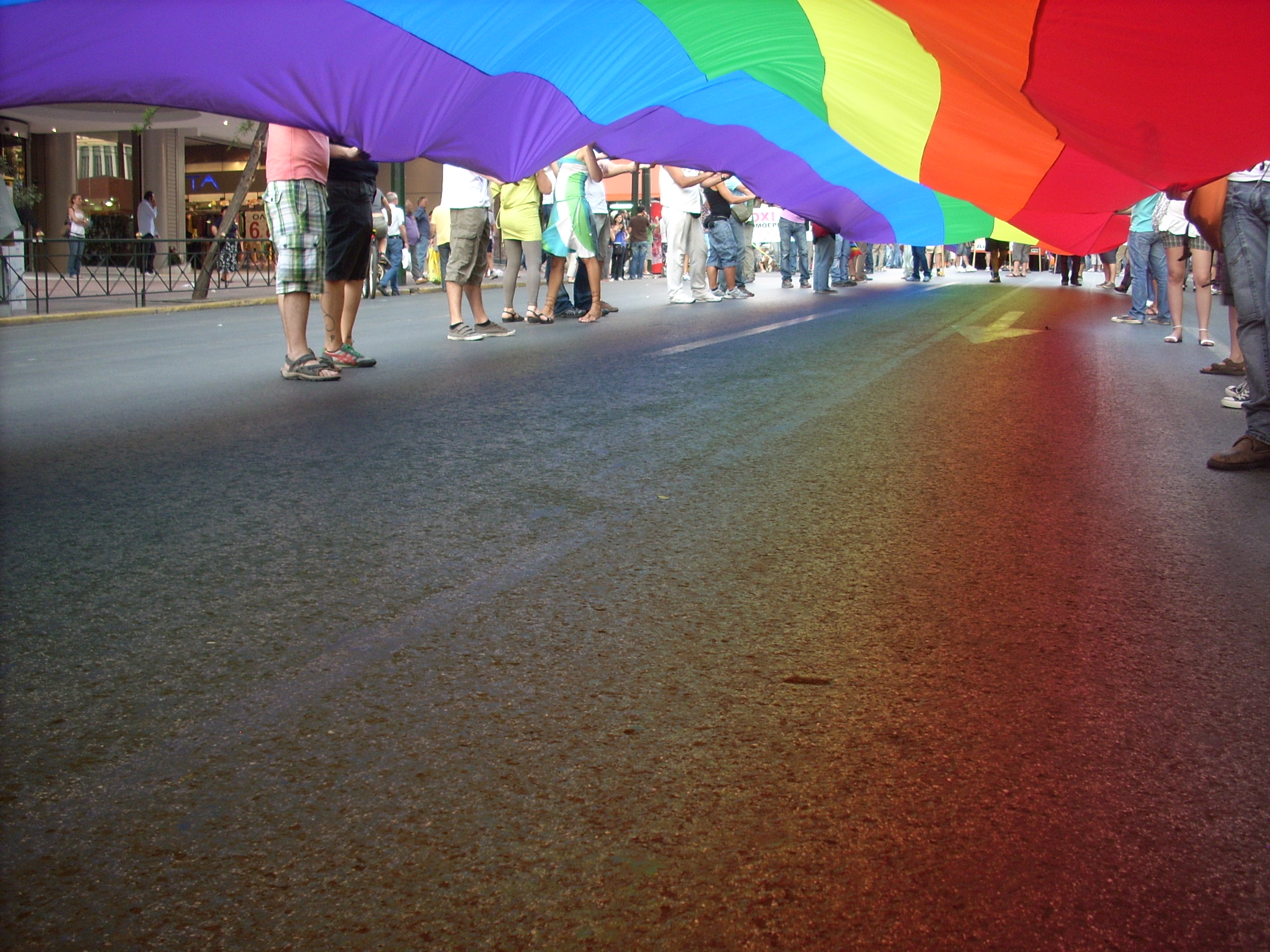
Pride-Parade in Athen (2009)

LGBT-Migration bezeichnet Wanderungsbewegungen von lesbischen, schwulen, bisexuellen und transgender Personen (LGBT) weltweit oder innerhalb eines Landes, häufig mit dem Ziel, Diskriminierung, Benachteiligung oder schlechter Behandlung aufgrund sexueller Orientierung oder Geschlechtsidentität zu entkommen. Verschiedentlich findet sich auch die erweiterte Schreibweise LGBTQIA-Migration, um auch queere, intergeschlechtliche, asexuelle und agender Personen zu umfassen.

## Heutige Migrationsströme
Länder, die für Emigration von Mitgliedern der LGBT-Community bekannt sind, sind der Iran, Irak, Jamaika, Pakistan, Saudi-Arabien, Mexiko und Brasilien.
Diese Emigranten wandern oft nach Kanada, in die EU oder in die Vereinigten Staaten aus. Im Jahr 1994 wurde im Einwanderungsgesetz der USA Verfolgung auf Grund der Sexualität als Asylgrundlage anerkannt. Barack Obama hat die Behörden dazu angewiesen verfolgten Mitgliedern der LGBT-Community Asyl zu gewähren.

### Migration aus dem Nahen Osten
Im Vergleich zu seinen Nachbarn im Nahen Osten hat Griechenland LGBT-freundliche Richtlinien und akzeptiert Verfolgung auf Grund der Sexualität auch als Grundlage für einen Asylantrag.
Israel hat die UN-Konvention und das UN-Protokoll in Verbindung mit dem Status von Flüchtlingen 1951 unterzeichnet. Nach dieser Konvention hat jeder das Recht auf Asyl, der „eine gut begründete Angst vor Verfolgung“ hat. Es wird danach auch verboten, Flüchtlinge in ihre Heimatländer zurückzuschicken, in denen sie zuvor bedroht wurden. Dieser Richtlinie wurde nicht genau gefolgt, aber palästinensische LGBT-Immigranten wurden von der israelischen LGBT-Community akzeptiert. Frühere gleichgeschlechtliche Eheschließungen werden von Israel anerkannt, obwohl es homosexuellen Paaren in Israel nicht erlaubt ist, zu heiraten. Aufgrund dessen gab es viele Mitglieder der LGBT-Community, die aus dem Nahen Osten nach Israel auswanderten.
Tel Aviv wurde vom Out Magazine im Jahr 2014 als die „LGBT-Hauptstadt des Nahen Ostens“ bezeichnet.

### Migration aus Nepal und von den Philippinen
Mitglieder der philippinischen und nepalesischen LGBT-Gemeinschaft gaben in wissenschaftlichen Untersuchungen an, dass sie Konflikte mit ihren Familien lindern konnten, nachdem sie ausgewandert waren und die Möglichkeit hatten, Geld in ihre Heimat zu senden.

### Migration von Irland nach London
Irische Bürger sind generell dafür bekannt, dass sie häufig nach England und speziell nach London auswandern, meistens, um dort eine Anstellung zu bekommen. Es wurde aber auch festgestellt, dass es Migrationsströme der irischen LGBT-Community nach London gibt, weil dort ein offeneres Klima erwartet wird. Großstädte und internationale Städte werden oft als toleranter und offener für sexuelle Vielfalt angesehen. Außerdem kann man in vielen von ihnen schon etablierte LGBT-Communities finden.

## Asylrecht für LGBT-Personen
Eine Art der Migration ist die Flucht aus dem Heimatland in ein anderes Land. Dabei gelten besondere Regeln, da das Zielland grundsätzlich alle Asylsuchenden nach den Kriterien der Genfer Flüchtlingskonvention beurteilen müsste und nicht wie bei anderen Formen der Migration auf eigene Einwanderungsgesetze oder Ähnliches zurückgreifen kann.

### Richtlinie des UNHCR
Das Office of the United Nations High Commissioner for Refugees (UNHCR) veröffentlichte 2008 eine Richtlinie für Asylverfahren, die auf Verfolgung aufgrund der Zugehörigkeit zur LGBT-Gemeinschaft basieren. Diese sei nötig geworden, da eine immer höhere Zahl an Asylanträgen mit dieser Begründung gestellt werden würden. In diesem Leitfaden wird im Allgemeinen geklärt, wie die Asylgründe der Betroffenen im Bezug zur Genfer Flüchtlingskonvention stehen und wie die Beurteilung der Asylanträge vorgenommen werden sollte.

#### Asylgründe
Grundsätzlich gelten weiterhin die Regeln der Genfer Flüchtlingskonvention: Ein Asylantrag müsse auf begründete Angst vor Verfolgung aufgrund von Rasse, Religion, Nationalität, Zugehörigkeit zu einer bestimmten sozialen Gruppe oder politischen Überzeugung einer Person zurückzuführen sein. Dabei sei bei LGBT-Personen meist die Zugehörigkeit zu einer sozialen Gruppe der angegebene Asylgrund. Manchmal werde aber auch die politische Überzeugung oder die Religion angeführt.
Die befürchtete Verfolgung kann dabei grundsätzlich aus zwei verschiedenen Quellen stammen: Einerseits direkt vom Staat, etwa in Form von diskriminierenden Gesetzen, andererseits aus dem privaten Bereich. Gewalt, die von Privatpersonen und -institutionen ausgeht, zähle aber nur dann als Asylgrund, wenn staatliche Behörden diese nicht ausreichend bestrafen. Da es meist so sei, dass die Situation für Mitglieder der LGBT-Community in allen Gebieten eines Herkunftslands ähnlich ist, sei Binnenmigration meist nur eine begrenzt praktikable Lösung.
Als vom Staat ausgehende Diskriminierung zählen laut Leitfaden nicht nur Gesetze, die sich ausschließlich auf Mitglieder der LGBT-Gemeinschaft beziehen, sondern auch solche, die überwiegend auf sie angewandt werden. Beispiele hierfür wären etwa Regelungen zum „sittlichen Verhalten in der Öffentlichkeit“ oder zur „unmoralische Befriedigung sexueller Bedürfnisse“. Auch Gesetze, die eigentlich schon abgeschafft wurden, aber trotzdem weiter angewandt werden, sollten in Betracht gezogen werden.

#### Entscheidung über den Asylantrag
Bei der Bewertung eines Asylantrags läge die Schwierigkeit oft darin, dass betroffene Personen häufig keine Beweise für die tatsächliche Zugehörigkeit zur LGBT-Community und die daraus resultierende Verfolgung vorlegen könnten. Die Richtlinie fordert deshalb, die Selbstidentifizierung einer Person als Indiz zu werten und Asylanträge nur dann abzulehnen, wenn erheblicher Zweifel an den Aussagen herrsche. Bedenken, die entstehen, weil ein Antragssteller in seinem Auftreten nicht gängigen Stereotypen entspricht, gelten dabei laut Leitfaden nicht als begründet.
Für einen Antragsteller sei es des Weiteren grundsätzlich nicht notwendig, im Herkunftsland sein Leben als Mitglied der LGBT-Gemeinschaft oder auch die daraus folgende Verfolgung zu dokumentieren. Es wird zudem herausgestellt, dass die Person bisher nicht offen mit ihrer Identität umgegangen oder bereits Verfolgung ausgesetzt gewesen sein muss, um einen erfolgreichen Asylantrag stellen zu können.
Auch die Tatsache, dass jemand durch Geheimhaltung seiner sexuellen Orientierung oder Identität der Verfolgung entgehen könnte, sei kein Grund für eine Ablehnung des Asylantrags, da jeder Mensch das Recht habe, seine Persönlichkeit frei auszuleben.

### Hürden bei Asylanträgen
Für viele Asylsuchende, vor allem solche, die sexueller Gewalt ausgesetzt waren, sei es schwierig, ihre Erfahrungen den zuständigen Behörden zu schildern. Zusätzlich verschlimmert würde die Situation dann, wenn sie das Gespräch mit einer Person führen müssen, die nicht ausreichend für Befragungen von LGBT-Personen oder Opfern sexueller Gewalt ausgebildet wurde.
In den Asylländern gäbe es häufig eine stark unterschiedliche Akzeptanz der Asylbewerber. So würden viele Menschen etwa auch Asyl in einem Land suchen, das selbst nicht tolerant gegenüber den Mitgliedern der LGBT-Gemeinschaft ist. Folglich müssten sie auch an ihrem neuen Aufenthaltsort weiter in Angst leben. Aber auch in Ländern, die die LGBT-Rechte weitgehend achten, könne es zu Problemen kommen, wenn die Asylsuchenden in ihren Unterkünften der Gewalt von Mitbewohnern ausgesetzt sind.